# David S. Ward
David S. Ward (Providence, 25 ottobre 1945) è uno sceneggiatore e regista statunitense.
Nel 1974 ha vinto l'Oscar alla migliore sceneggiatura originale per il film La stangata.

## Filmografia

### Regista
- Major League - La squadra più scassata della lega (Major League) (1989)
- Sua maestà viene da Las Vegas (King Ralph) (1991)
- The Program (1993)
- Major League - La rivincita (Major League II) (1994)
- Giù le mani dal mio periscopio (Down Periscope) (1996)

### Sceneggiatore
- La stangata (The Sting), regia di George Roy Hill (1973)
- La stangata II (The Sting II), regia di Jeremy Kagan (1983)
- Milagro (The Milagro Beanfield War), regia di Robert Redford (1988)
- Major League - La squadra più scassata della lega, regia di David S. Ward (1989)
- Sua maestà viene da Las Vegas, regia di David S. Ward (1991)
- Insonnia d'amore (Sleepless in Seattle), regia di Nora Ephron (1993)
- The Program, regia di David S. Ward (1993)
- Major League - La rivincita, regia di David S. Ward (1994)